# Gustaf Gustafsson i Vi
Gustaf Gustafsson (i riksdagen kallad Gustafsson i Vi), född 1 januari 1856 i Västermo socken, Södermanlands län, död där 29 maj 1926
, var en svensk lantbrukare och politiker (liberal).
Gustaf Gustafsson var jordbrukare i Vi i Västermo, där han även hade kyrkliga uppdrag. Han var liberal riksdagsledamot i andra kammaren 1909–1914, fram till 1911 för Väster- och Öster-Rekarne häraders valkrets och därefter för Södermanlands läns norra valkrets. I riksdagsen var han bland annat suppleant i jordbruksutskottet 1912–1914.